# ويزلي بريت
ويزلي بريت (بالإنجليزية: Wesley Britt)‏ هو لاعب كرة قدم أمريكية أمريكي، ولد في 21 نوفمبر 1981 في كولمان في الولايات المتحدة.

## وصلات خارجية
- ويزلي بريت على موقع مرجع كرة القدم المحترفة.كوم (الإنجليزية)